# Schlotheimia perrotii
Schlotheimia perrotii är en bladmossart som beskrevs av Ferdinand François Gabriel Renauld och Jules Cardot 1896. Schlotheimia perrotii ingår i släktet Schlotheimia och familjen Orthotrichaceae. Inga underarter finns listade i Catalogue of Life.